# Войнишки паметник (Златица)
Войнишкият паметник в град Златица е паметник загиналите в трите последователни войни златичани – Балканската, Междусъюзническата и Първата световна война.
Идеята за паметника възниква заедно с намеренията и на други населени места в началото на XX век. Проектът за него е изготвен от Анастас Дудулов още в 1925 г. Изпълнен е от гранит и бял врачански камък. Строителството е извършено през 1932 – 1933 г. от местния майстор-каменоделец Филип Божков. Самият паметник е открит на голямо тържество в града през 1933 г., с участието на военни части и военен духов оркестър, едновременно с откриването на тогавашната поща и старата сграда на читалище „Хаджи Генчо Палавеев“ (днес Народно читалище „Христо Смирненски“). Първоначално паметникът е без ограда, която е поставена около 1936 г. Тя е там до реконструкцията на централната градска част на Златица.
Поради настъпили изменения в структурата на паметника е извършен ремонт за спиране на пропукванията и възстановяване на надписите, направени от местния художник Димитър Кънев. Втори път през 2013 г. са възстановени отделни детайли, позагубили вида си с времето. Направено е и отводняване на монумента.